# Selma Blair
Selma Blair Beitner (Southfield, 23 giugno 1972) è un'attrice statunitense.

## Biografia
Selma nasce a Southfield, nel Michigan, il 23 giugno del 1972 da una famiglia ebraica, ultimogenita dei quattro figli di Elliot I. Beitner, un procuratore distrettuale, politicamente attivo nel Partito Democratico, e di Molly Ann Cooke, una giudice. In seguito al divorzio dei genitori, avvenuto quando lei aveva 23 anni, modificò legalmente nome. Studiò presso il Kalamazoo College ed in seguito alla University of Michigan. Terminati gli studi, si trasferisce a New York, con l'intento di diventare fotografa, ma ben presto si appassiona alla recitazione, che studia con Stella Adler.
Debutta nel 1997, nel film di Frank Oz In & Out, successivamente lavora in varie produzioni televisive, compreso il ruolo principale di Zoe in Zoe, Duncan, Jack & Jane; fino al 1999, quando si fa notare nel film Cruel Intentions - Prima regola non innamorarsi, versione moderna de Le relazioni pericolose, che include un bacio saffico con l'attrice Sarah Michelle Gellar. Nel 2001 recita ne La rivincita delle bionde con Reese Witherspoon e di seguito La cosa più dolce... con Cameron Diaz. Nel 2004 interpreta Elizabeth Sherman in Hellboy di Guillermo del Toro, e prende parte anche a film come In Good Company e A Dirty Shame di John Waters, in seguito ha recitato in film come The Fog - Nebbia assassina, Purple Violets e Hellboy: The Golden Army.
Nel 2012 ricopre come protagonista il ruolo di Abigail Clayton nel film Columbus Circle diretto dal regista e produttore cinematografico George Gallo affiancando attori come Amy Smart, Giovanni Ribisi, Jason Lee e Kevin Pollak. Dallo stesso anno fa parte del cast della serie televisiva Anger Management, al fianco di Charlie Sheen. A causa di una lite con Sheen, l'attrice viene licenziata e costretta ad abbandonare il cast della serie. Dopo aver interpretato il ruolo di Karen Miller nel film Ordinary World, nel 2019 torna sul grande schermo interpretando Carol Young, madre di Tessa nel film After.

### Vita privata
Nell'ottobre 2018, per mezzo di un post sul social network Instagram, dichiara di essere affetta da sclerosi multipla, che l'ha portata a camminare con un bastone e a soffrire di disartria.
Ha un figlio, Arthur Saint Bleick, nato nel 2011.

## Filmografia

### Attrice

#### Cinema
- The Broccoli Theory, regia di Brent Sterling Nemetz (1996)
- Arresting Gena, regia di Hannah Weyer (1997)
- In & Out, regia di Frank Oz (1997)
- Two in the Morning, regia di Michele Resmen (1997) – cortometraggio
- Strong Island Boys, regia di Mark Schiffer (1997)
- Gone Again, regia di Anna Geddes (1997) – cortometraggio
- Girl, regia di Jonathan Khan (1998)
- Giovani, pazzi e svitati (Can't Hardly Wait), regia di Harry Elfont, Deborah Kaplan (1998)
- Debutante, regia di Mollie Jones (1998) – cortometraggio
- Una brutta indagine per l'ispettore Brown (Brown's Requiem), regia di Jason Freeland (1999)
- Cruel Intentions - Prima regola non innamorarsi (Cruel Intentions), regia di Roger Kumble (1999)
- Pazzo di te! (Down to You), regia di Kris Isacsson (2000)
- Kill Me Later, regia di Dana Lustig (2001)
- Storytelling, regia di Todd Solondz (2001)
- La rivincita delle bionde (Legally Blonde), regia di Robert Luketic (2001)
- Fuga da Seattle (Highway), regia di James Cox (2002)
- La cosa più dolce... (The Sweetest Thing), regia di Roger Kumble (2002)
- Cose da maschi (A Guy Thing), regia di Chris Koch (2003)
- Dallas 362, regia di Scott Caan (2003)
- Hellboy, regia di Guillermo del Toro (2004)
- A Dirty Shame, regia di John Waters (2004)
- In Good Company, regia di Paul Weitz (2004)
- Pretty Persuasion, regia di Marcos Siega (2005)
- The Deal, regia di Harvey Kahn (2005)
- The Fog - Nebbia assassina (The Fog), regia di Rupert Wainwright (2005)
- The Big Empty, regia di Lisa Chang, Newton Thomas Sigel (2005) – cortometraggio
- The Alibi, regia di Matt Checkowski, Kurt Mattila (2006)
- The Night of the White Pants, regia di Amy Talkington (2006)
- Purple Violets, regia di Edward Burns (2007)
- WΔZ, regia di Tom Shankland (2007)
- Feast of Love, regia di Robert Benton (2007)
- Homeland Security (My Mom's New Boyfriend), regia di George Gallo (2008)
- The Poker House, regia di Lori Petty (2008)
- Hellboy: The Golden Army (Hellboy II: The Golden Army), regia di Guillermo del Toro (2008)
- Full of Regret, regia di Jason Diamond e Josh Diamond (2010) – cortometraggio
- Animal Love, regia di Mollie Jones (2011) – cortometraggio
- The Break In, regia di Jaime King (2011) – cortometraggio
- Questioni di famiglia (The Family Tree), regia di Vivi Friedman (2011)
- Dark Horse, regia di Todd Solondz (2011)
- Columbus Circle, regia di George Gallo (2012)
- In Their Skin, regia di Jeremy Power Regimbal (2012)
- The Woman for Mitt Romney, regia di Bryan Safi (2012) – cortometraggio
- Sex, Death and Bowling, regia di Ally Walker (2015)
- Mothers and Daughters, regia di Paul Duddridg (2016)
- Ordinary World, regia di Lee Kirk (2016)
- Mom and Dad, regia di Brian Taylor (2017)
- After, regia di Jenny Gage (2019)
- After 2 (After We Collided), regia di Roger Kumble (2020)

#### Televisione
- The Adventures of Pete & Pete – serie TV, episodio 3x12 (1995)
- Amazon High, regia di Michael Hurst – episodio pilota scartato (1997)
- Gli specialisti (Soldier of Fortune, Inc.) – serie TV, episodio 1x08 (1997)
- Terra promessa (Promised Land) – serie TV, episodio 2x15 (1998)
- No Laughing Matter, regia di Michael Elias – film TV (1998)
- Zoe, Duncan, Jack & Jane – serie TV, 26 episodi (1999-2000)
- Xena - Principessa guerriera (Xena: Warrior Princess) – serie TV, episodio 5x16 (2000)
- Friends – serie TV, episodio 9x10 (2002)
- Coast to Coast, regia di Paul Mazursky – film TV (2003)
- DeMarco Affairs, regia di Michael Dinner – episodio pilota scartato (2004)
- Kath & Kim – serie TV, 17 episodi (2008-2009)
- Web Therapy – serie web, episodi 3x04-3x07-3x09 (2010)
- Portlandia – serie TV, episodio 1x05 (2011)
- Anger Management – serie TV, 49 episodi (2012-2013)
- Web Therapy – serie TV, episodi 2x07-2x09 (2012)
- Comedy Bang! Bang! – serie TV, episodio 2x01 (2013)
- Really – episodio pilota per Amazon Studios (2014)
- American Crime Story – serie TV, episodi 1x01-1x03-1x08 (2016)
- Lost in Space – serie TV, episodi 1x03-2x03 (2018-2019)
- Another Life – serie TV, 9 episodi (2019)

### Doppiatrice
- Scream 2, regia di Wes Craven (1997)
- Hellboy - La spada maledetta (Hellboy: Sword of Storms), regia di Phil Weinstein (2006)
- Hellboy - Fiumi di sangue (Hellboy: Blood and Iron), regia di Victor Cook (2007)
- Hellboy: The Science of Evil – videogioco (2008)
- Eva Hesse, regia di Marcie Begleiter (2016)

## Doppiatrici italiane
Nelle versioni in italiano delle opere in cui ha recitato, Selma Blair è stata doppiata da:
- Rossella Acerbo in Pazzo di te!, La cosa più dolce, Feast of Love, Another Life, Lost in Space (Ep 2x03)
- Daniela Calò in In Good Company, Purple Violets, American Crime Story
- Barbara De Bortoli in Homeland Security, After, After 2
- Monica Bertolotti in Hellboy, Hellboy - The Golden Army
- Federica Bomba in Cruel Intentions - Prima regola non innamorarsi
- Monica Ward in La rivincita delle bionde
- Elena Liberati in Fuga da Seattle
- Stella Musy in Cose da maschi
- Eleonora De Angelis in The Fog - Nebbia assassina
- Gilberta Crispino in The Alibi
- Domitilla D'Amico in Mothers and Daughters
- Francesca Guadagno in Xena - Principessa guerriera
- Letizia Scifoni in Zoe, Duncan, Jack & Jane
- Silvia Tognoloni in Friends
- Beatrice Caggiula in Anger Management
- Alessandra Korompay in Mom and Dad
- Emanuela D'Amico in Lost in Space (ep. 1x03)
- Virginia Brunetti in Cruel intentions - Prima regola non innamorarsi (ridoppiaggio)